# Ouled Hellal
Ouled Hellal est une commune de la wilaya de Médéa en Algérie.

## Géographie
La commune est située dans le sud du tell central dans les monts de Ouarsenis à environ 174 km au sud-ouest d'Alger et à 100 km au sud de Médéa et à environ 38 km à l'ouest de Ksar El Boukhari et à 84 km au sud-est Aïn Defla  et à 99 km au nord-est de Tissemsilt et à 18 km à l'ouest de Ouled Antar.
| Oued Chorfa(Wilaya d'Aïn Defla ) | Oued Chorfa(Wilaya d'Aïn Defla ) | Bouaichoune |
| Birbouche                        | Ouled Hellal                     | Ouled Antar |
| Derrag                           | Aziz                             |             |